# 압둘라자크 구르나
압둘라자크 구르나(Abdulrazak Gurnah, 1948년 12월 20일 ~ )는 영국에서 활동한 탄자니아의 소설가, 비평가이다. 2021년 노벨 문학상을 수상했다.

## 생애
압둘라자크 구르나는 1948년 12월 20일에 잔지바르 술탄국(현재의 탄자니아)에서 태어났다. 18세 때 잔지바르 혁명을 계기로 잔지바르에서 아랍계 시민들에 대해 박해가 일어나자, 잔지바르를 떠나 난민이 되었고 1968년에 잉글랜드에 정착했다. 구르나는 "나는 망명 신청자(asylum-seeker) 같은 단어가 (지금과) 완전히 달랐을 때 때 잉글랜드에 왔습니다. 더 많은 사람들이 테러 국가에서 투쟁하고 도망치고 있습니다."라고 밝혔다.
캔터베리 크라이스트 처치 대학교에서 학사 학위를 취득했고 1982년에는 켄트 대학교에서 〈서아프리카 소설 비평에 대한 기준〉(Criteria in the Criticism of West African Fiction)이라는 논문으로 박사 학위를 취득했다. 1980년부터 1983년까지 나이지리아 바예로 대학교 카노에서 강사로 근무했고 나중에 켄트 대학교 영어과 교수로 근무했다. 2권으로 구성된 《아프리카의 글쓰기에 관한 에세이》(Essays on African Writing) 편집에 참여했고 V. S. 나이폴을 비롯한 여러 탈식민주의 작가에 대한 글을 출간했다.
2021년에 "식민주의의 영향과 문화와 대륙 사이의 걸프 지역에서 난민들의 운명을 타협하지 않고 동정적으로 침투한 공로"를 인정받아 노벨 문학상을 수상했다.

## 저작

### 장편 소설
- 출발의 기억(Memory of Departure, 1987)
- 순롓길(Pilgrims Way, 1988)
- 도티(Dottie, 1990)
- 낙원(Paradise, 1994)
- 침묵의 경배(Admiring Silence, 1996)
- 바다 옆에서(By the Sea, 2001)
- 탈주(Desertion, 2005)
- 마지막 선물(The Last Gift, 2011)
- 그레이블 하트(Gravel Heart, 2017)
- 사후(Afterlives, 2020)

### 단편 소설
- 새장(Cages, 1984)
- 우두머리(Bossy, 1994)
- 호위(Escort, 1996)
- 왕자의 사진(The Photograph of the Prince, 2012)
- 어머니는 아프리카의 농장에서 살았다(My Mother Lived on a Farm in Africa, 2006)
- 도착한 자의 이야기(The Arriver's Tale, 2016)
- 무국적자 이야기(The Stateless Person’s Tale, 2019)